# Liude
Л (Л, л) este o literă a alfabetului chirilic. Corespondentul său în limba română este L (L, l). Provine din liera grecească lambda (Λ λ).